# Cary (Wisconsin)
Cary es un pueblo ubicado en el condado de Wood en el estado estadounidense de Wisconsin. En el Censo de 2010 tenía una población de 424 habitantes y una densidad poblacional de 4,65 personas por km².

## Geografía
Cary se encuentra ubicado en las coordenadas 44°27′35″N 90°14′59″O / 44.45972, -90.24972. Según la Oficina del Censo de los Estados Unidos, Cary tiene una superficie total de 91.12 km², de la cual 90.83 km² corresponden a tierra firme y (0.32%) 0.3 km² es agua.

## Demografía
Según el censo de 2010, había 424 personas residiendo en Cary. La densidad de población era de 4,65 hab./km². De los 424 habitantes, Cary estaba compuesto por el 99.53% blancos, el 0% eran afroamericanos, el 0% eran amerindios, el 0.24% eran asiáticos, el 0.24% eran isleños del Pacífico, el 0% eran de otras razas y el 0% pertenecían a dos o más razas. Del total de la población el 2.83% eran hispanos o latinos de cualquier raza.